# 薩爾達傳說 神祕果實
《塞尔达传说 神祕果實》，包含《塞尔达传说：大地之章》和《塞尔达传说：时空之章》两款塞尔达传说系列中的动作冒险游戏，由Flagship（Capcom的子公司）开发。这两款游戏于2001年2月27日在日本发行，于2001年5月14日在北美发行，在2001年10月5日在欧洲发行，對應Game Boy Color掌机。游戏在GBA上运行时颜色会变得更加明亮，以弥补较暗的屏幕，并且可得到附加的物品。
经过了对移植原版《塞尔达传说》到Game Boy Color的试验，Flagship团队在冈本吉起的监督之下开始开发三个独立但有联系的塞尔达传说游戏。由于太过复杂，制作团队去掉了其中的一个游戏。在《大地之章》中，三角力把林克传送到了赫罗多拉姆，在那里他看到哥尔冈劫持了大地巫女迪茵。在《时空之章》中，三角力把林克传送到了拉布伦鲁，在那里他看到贝兰劫持了时空巫女娜鲁。要完成主线剧情，玩家必须要先后玩两个游戏。玩家要使用通關後看見的密碼輸入在另外一章中。玩家以俯瞰视角控制林克，操作方式与《薩爾達傳說 織夢島》相同。薩爾達只有在二周目(連結後的遊戲)才有從對話中出現。

## 外部連結
- 任天堂 塞尔达传说 不可思议的果实 官方網站 （页面存档备份，存于）（日語）
- 大地之章官方網站（英文）
- 時空之章官方網站（英文）
- N.O.M 2001年2月号 （页面存档备份，存于）（日語）
- http://www.1101.com/nintendo/nin20/ （页面存档备份，存于）（日語）